# Philippe Hersen
Philippe Hersen est un metteur en scène français qui évolue dans le domaine du spectacle vivant après avoir exercé le métier d'agent de comédiens et celui de producteur.
Il met en scène des comédies musicales telles que Priscilla, folle du désert en 2019, Charlie et la Chocolaterie en 2021 et Flashdance. Philippe Hersen a également mis en scène toutes les pièces d'Alain Delon et de Bernard Tapie pendant plusieurs années.

## Biographie
En tant qu’agent, Philippe Hersen représente pendant plusieurs années des artistes français et étrangers tels que Sylvie Joly, Kool and the Gang, Stevie Wonder, James Brown, Yves Lecoq, Jerry Lee Lewis, Shirley Bassey, Donna Summer, Sheila, Harry Belafonte, Julia Migenes, Gloria Gaynor, Michel Delpech, Les Caramels Fous, Gustave Parking, etc.
Philippe Hersen assume des rôles dans la production et la direction artistique d'émissions radiophoniques telles que Love Tria sur Europe 1 et ALLO Bernard avec Bernard Tapie. Il a également participé à des émissions de télévision, notamment Lecoqtel, Les 100 ans de l’Olympia, La Fièvre du Disco, Les guignols plument les stars, La Semaine du Rire, Cazas (avec Bernard Tapie) et Rien à cacher (avec Bernard Tapie).
Sa carrière théâtrale est jalonnée de plusieurs productions de pièces telles que Vite une Femme, Déconnage Immédiat, Oscar, Les Portes du Ciel, Vol Au-dessus d’un Nid de Coucou, Sexe, Magouilles et Culture générale, Shirley et Dino, Les Couleurs de la Vie, Putain de Soirée, Les Chevaliers du Fiel, LILI l la Matador, La Salle de Bain, Suite 2806, Orange Mécanique et Les Montagnes Russes.
De septembre 2013 à mars 2014, il produit la pièce Une Journée ordinaire avec Alain Delon, qui entame ensuite une tournée nationale et internationale dans les pays francophones.
En 2015, il adapte et met en scène la comédie musicale Flashdance avec Priscilla Betti au théâtre du Gymnase. En 2016, cette production réalise une tournée de 60 zéniths français. De janvier à mai 2023, il l'adapte et la met en scène au Casino de Paris et à Bobino pour célébrer les 40 ans du film Flashdance.
Pendant les années 2017 et 2018, il adapte et met en scène la comédie musicale Priscilla, folle du désert au Casino de Paris. Ce spectacle obtient le prix Globe de cristal en 2018 et le Grand Prix du Parisien.
En 2018, Philippe Hersen adapte et met en scène la pièce Boeing Boeing en noir et blanc, au Théâtre Daunou. En 2021, elle parcourt toute la France en tournée, avec la participation de Paul Belmondo. La même année, il est nommé à la 30ème cérémonie des Molières avec la pièce Priscilla, folle du désert de Stephan Eliott et Alan Scott qu’il a adapté et mis en scène au Casino de Paris.
En 2021 et 2022, il adapte et met en scène Charlie et la Chocolaterie, Le Musical, une adaptation du livre de Roald Dahl.

## Œuvres

### Pièces de théâtre
- 1989 : Vite une femme avec Daniel Prevost et Chantal Lauby, au Théâtre Michel
- 1991 : Déconnage immédiat avec Daniel Prevost, au Théâtre Edgar
- 1996 : Oscar avec Roland Giraud et Francis Perrin, au Théâtre des Variétés
- 1999 : Les Portes du ciel de Jacques Attali avec Gérard Dépardieu, au Théâtre de Paris
- 1999 : Vol au-dessus d’un nid de coucou pour la première fois sur scène avec Bernard Tapie, au Théâtre de Paris
- 2001 : Sexe, Magouilles et Culture générale de et avec Laurent Baffie. Au Théâtre du Gymnase, au Théâtre de la Renaissance et au Théâtre Comedia
- 2002 : Shirley et Dino au Théâtre Marigny
- 2002 : Les Couleurs de la vie avec Marianne Basler, Fanny Cottencon et Dider Sandre à la Comédie des Champs-Elysées
- 2002 : Putain de soirée avec Patrick Chesnais, Anemone, Darry Cowl et Marthe Mercardier
- 2003 : Les Chevaliers du Fiel au Théâtre du Gymnase
- 2003 : Lili la matador au Palais des Glaces
- 2003 : La Salle de bain de et avec Astrid Veillon à la Comédie de Paris
- 2004 : Un beau salaud avec Bernard Tapie, Natacha Amal et Agnès Soral, au Théâtre de Paris
- 2004-2005 : Les Montagnes russes d’Eric Assous avec Alain Delon et Astrid Veillon, au Théâtre Marigny
- 2006 : Orange Mécanique au Cirque d’Hiver[13]
- 2007 : Salut Joe ! En hommage à Joe Dassin, avec la participation des chanteurs de la Star Academy, sur la scène du Cirque d’Hiver.
- 2007 : Sur la route de Madison avec Alain Delon et Mireille Darc, au Théâtre Marigny
- 2008-2009 : Oscar avec Bernard Farcy et Chantal Ladessou au Théâtre du Gymnase et avec Bernard Tapie au Théâtre de Paris. Par la suite, il réalise en direct ces productions pour France 2.
- 2010 : Le Désir avec Laëtitia Milot et Nicole Calfan
- 2011 : Grossesses nerveuses avec Anémone et Henri Guybet, au Théâtre Daunou. Il supervise la réalisation en direct de cette pièce pour France 2.
- 2011 : Une journée ordinaire avec Alain Delon
- 2011 : Une Journée ordinaire avec Alain Delon et Anouchka Delon, aux Bouffes Parisiens
- 2012-2013 : Les Montagnes russes avec Bernard Tapie, au Comedia et en tournée. Il a également réalisé le direct de cette pièce pour Paris Premiere.
- 2012-2013 : La Chieuse avec Agnès Soral, au Théâtre Caumartin
- 2016 : Suite 2806 au Théâtre Daunou, traitant l’affaire DSK.
- 2014 : Il met en scène le retour de Jeanne Mas sur la scène des Folies Bergère.
- 2014-2015 : Flashdance avec Priscilla Betti, au Théâtre du Gymnase et dans 60 Zéniths de France
- 2017 : Sur la route de Madison avec Alain Delon et Mireille Darc, au Théâtre Marigny
- 2017-2018 : Priscilla, folle du désert au Casino de Paris
- 2018 : Boeing Boeing au Théâtre Daunou[25]
- 2021-2022 : Charlie et la Chocolaterie, Le Musical avec Arnaud Denissel, Gaspard Esteve, Marlène Conan dans plusieurs théâtres français dont le Théâtre Marigny et le Théâtre du Gymnase
- 2024 : Flashdance, The Musical au Casino de Paris, à la Seine Musicale et en tournée dans plusieurs villes de France dont Roubaix, Dijon, Niort, Amiens, Nice, Marseille, etc.
- 2024 : Madagascar au Théâtre du Gymnase

### Télévision[Quoi ?]
- 1989 : La Semaine du Rire sur France 3
- 1991 : 'Lecoqtel sur Canal +
- 1993 : Les 100 ans de l’Olympia sur France 2
- 1996 : La Fièvre du Disco sur M6
- 1995 : Les guignols plument les stars sur Canal +
- 2001 : Cazas avec Bernard Tapie sur TF1
- 2003-2004 : Rien à cacher avec Bernard Tapie sur RTL9

### Radio[Quoi ?]
- 1990 : Love Tria sur Europe 1
- 1999-2000 : Allo Bernard sur RMC